# Ruprechtice (Meziměstí)

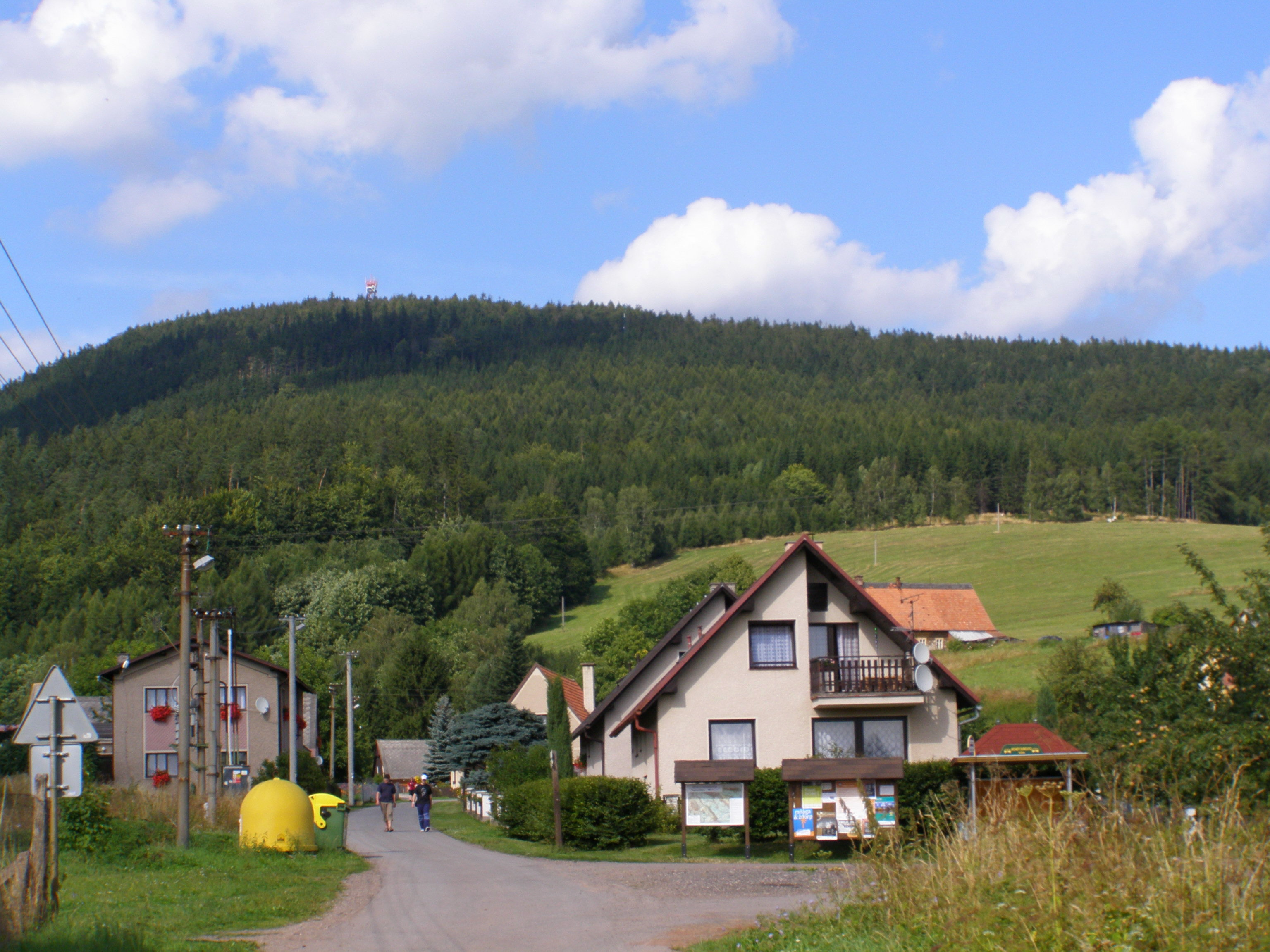
Oberdorf mit dem Ruprechtický Špičák (Ruppersdorfer Spitzberg)

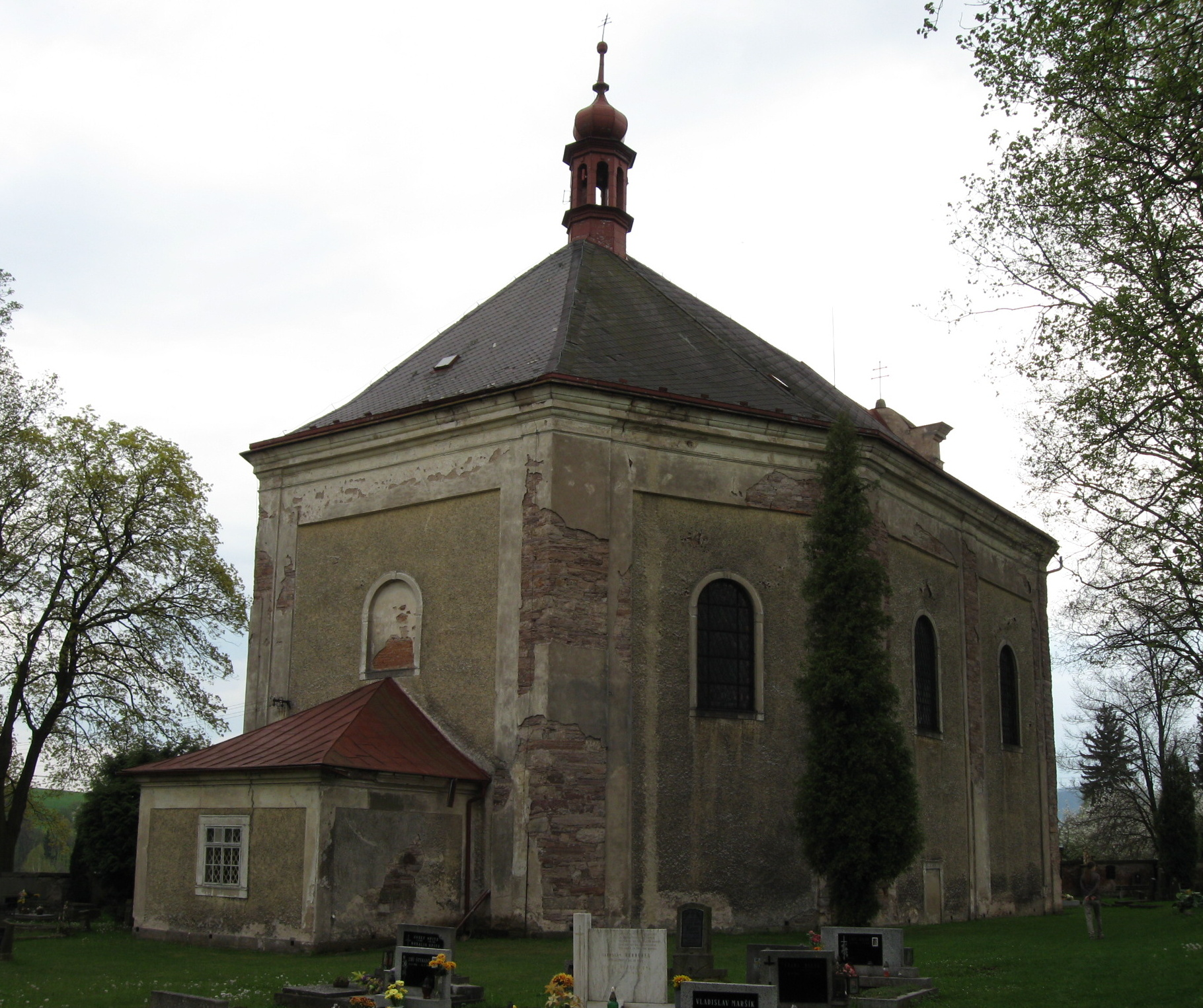
Kirche Jakobus des Älteren

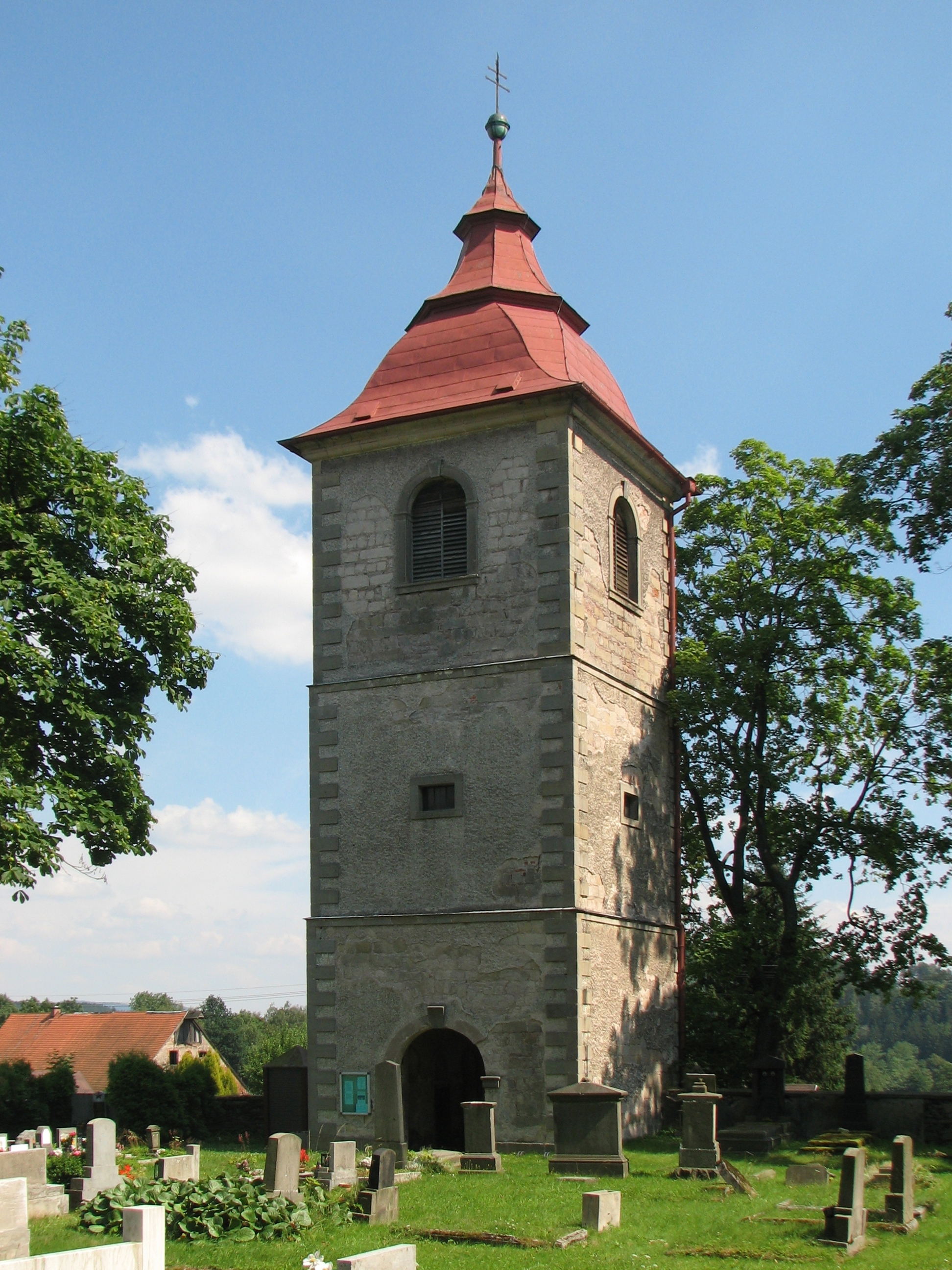
Glockenturm

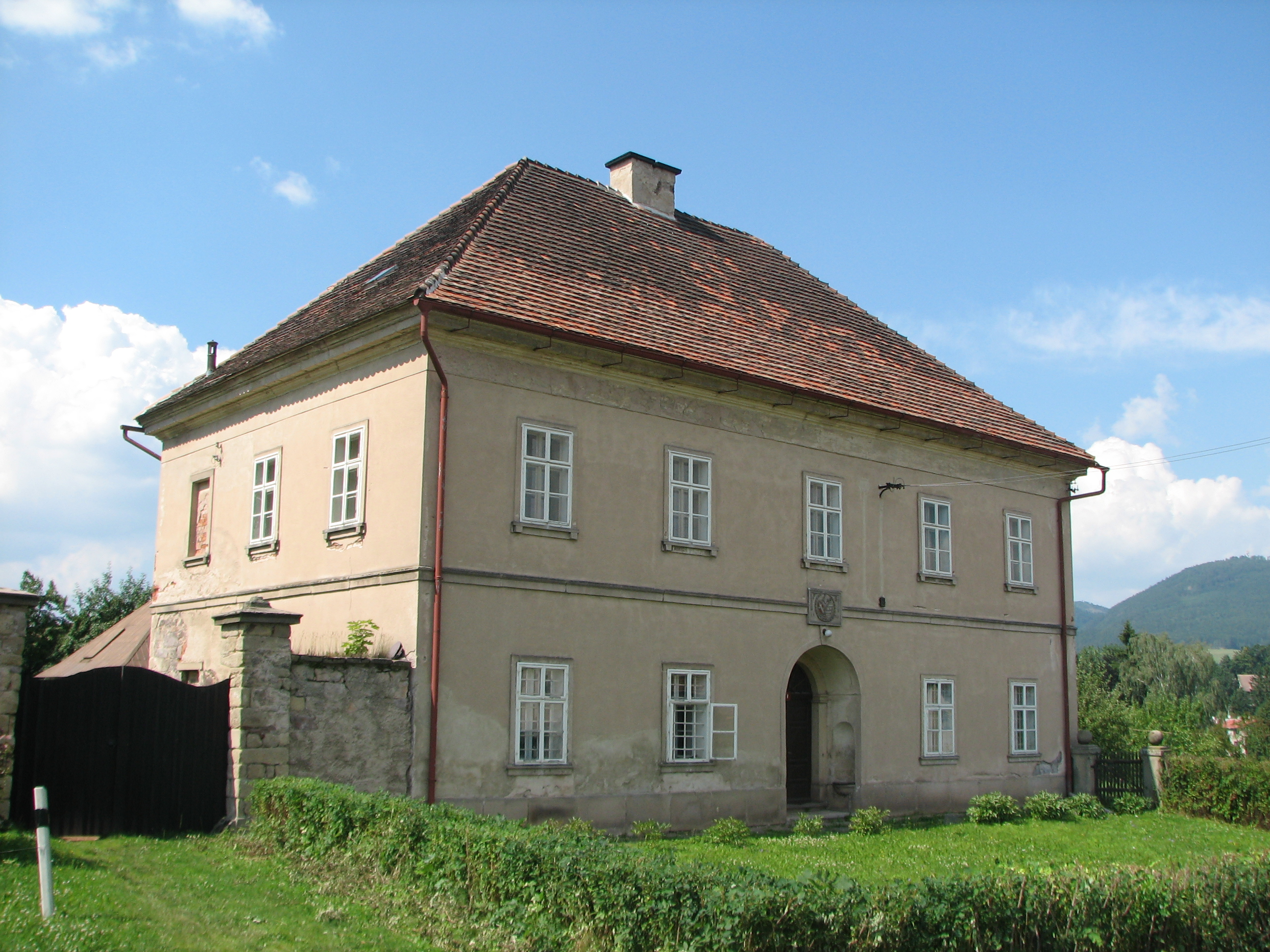
Pfarrhaus

Ruprechtice (deutsch Ruppersdorf) ist ein Ortsteil der Stadt Meziměstí in Tschechien. Er liegt zweieinhalb Kilometer nordöstlich von Meziměstí nahe der tschechisch-polnischen Grenze und gehört zum Okres Náchod.

## Geographie
Das Waldhufendorf Ruprechtice erstreckt sich am südlichen Fuße des Heidelgebirges (Javoří hory) über vier Kilometer entlang des Ruprechtický potok (Ruppersdorfer Wasser) bis zu dessen Mündung in die Stěnava (Steine). Nördlich erheben sich der Malý kopec (726 m n.m.), die Kopica (Kesselkoppe, 797 m n.m.), die Světlina (Lichtenhauberg, 796 m n.m.) und der Ruprechtický Špičák (Spitzberg, 881 m n.m.), nordöstlich der Široký vrch (Breiter Berg, 840 m n.m.), der Javorový vrch (Urlis, 777 m n.m.) und der Jelení vrch (Rülis, 751 m n.m.), südlich die Vyhlídka (Herzogkoppe, 489 m n.m.) sowie nordwestlich die Obírka (Hegewaldberg, 781 m n.m.) und der Březový vrch (Birkenberg, 743 m n.m.).
Nachbarorte sind Andrzejówka (Andreasbaude) und Rybnica Leśna (Reimswaldau) im Norden, Radosno (Freudenburg), Granna (Grenzthal) und Łomnica (Lomnitz) im Nordosten, Heřmánkovice (Hermsdorf) im Osten, Olivětín (Ölberg) und Hynčice (Heinzendorf) im Südwesten, Jetřichov (Dittersbach) und Bělidlo (Bleiche) im Süden, Alpská Víska (Alpendörfel), Meziměstí (Halbstadt) und Starostín (Neusorge) im Südwesten, Vižňov (Wiesen) und Pomeznice (Grenzdörfel) im Westen sowie Lesní Domky (Buschhäuser), Bednarski Jar (Büttnergrund) und Sokołowsko (Görbersdorf) im Nordwesten.

## Geschichte
Das Dorf wurde wahrscheinlich in der ersten Hälfte des 13. Jahrhunderts im Zuge der Urbarmachung des Gebietes durch das Kloster Břevnov gegründet. Es wird angenommen, dass es nach einem Lokator Rupert benannt wurde. Die erste schriftliche Erwähnung des Ortes erfolgte im Jahre 1255 in der Cantica canticorum als nördliche Grenze des Braunauer Stiftlandes. Die erste Erwähnung der Kirche stammt von 1256. Im Codex juris Boemicae von 1355 wurde das Dorf als Ruperti villa bezeichnet, später wurde es im Braunauer Stadtbuch Ruprechtsdorff genannt. Die Pfarrei Ruprechtsdorf erlosch während des Dreißigjährigen Krieges, die Kirche wurde eine Filialkirche von Deutsch Wernersdorf. Erhalten blieb die Pfarrwidmuth. Am 18. August 1720 erfolgte die Grundsteinlegung für eine neue Kirche; im April 1723 wurde sie durch den Abt Othmar Daniel Zinke geweiht. In der Nähe der Kirche bestand eine Schule, in der auch die Kinder aus Heinzendorf und des unteren Teils von Dittersbach unterrichtet wurden. 1780 wurde auf Ruppersdorfer Rustikalgründen das Dorf Grenzdörfel gegründet. In Ruppersdorf vereinigten sich zwei Handelswege aus dem Glatzer Land über das Heidelgebirge nach Böhmen; der aus dem Glasmacherdorf Freudenburg kommende Glashüttensteig verlief östlich des Spitzberges, der Weg von Reimswaldau führte westlich um den Spitzberg durch den Wassergrund (Vodní strž).
Im Jahre 1833 bestand das im Königgrätzer Kreis gelegene Dorf Ruppersdorf bzw. Ruprechtice aus 166 Häusern, in denen 1039 Personen lebten. Haupterwerbsquelle bildeten der Ackerbau, Leinwandhandel sowie Spinnerei und Weberei. Im Ort gab es die Filialkirche des hl. Apostels Jakobus des Älteren, eine Schule, ein Wirtshaus, drei Kalksteinbrüche und Kalköfen sowie drei Mühlen einschließlich der im Steinetal bei Heinzendorf gelegenen einschichtigen Teichmühle. Pfarrort war Deutsch Wernersdorf. Bis zur Mitte des 19. Jahrhunderts blieb das Dorf der Stiftsherrschaft Braunau untertänig.
Nach der Aufhebung der Patrimonialherrschaften bildete Ruppersdorf/Ruprechtice ab 1849 mit dem Ortsteil Grenzdörfel eine Gemeinde im Gerichtsbezirk Braunau. Im Jahre 1868 wurde Ruppersdorf dem Bezirk Braunau zugeordnet. 1872 erfolgte der Bau eines neuen Schulhauses im Mitteldorf. Zwischen 1873 und 1875 wurde die Hauptbahn Chotzen-Halbstadt-Braunau gebaut, wobei im Niederdorf beim Gasthaus Goldener Latschen der Haltepunkt Ruppersdorf entstand. Auf den südwestlichen Gemeindefluren wurden am Bahnhof Halbstadt die Halbstädter Bahnhäuser (Nádražní čtvrť) und die Kulmiz-Fabrik, in der Schamottziegel produziert wurden, angelegt. 1885 hatte die Gemeinde 1455 Einwohner, davon 1376 Deutsche und 79 Tschechen, von denen die meisten in den Halbstädter Bahnhäusern lebten. Die Kalksteinbrüche wurden bis zum Anfang des 20. Jahrhunderts betrieben; der Branntkalk wurde bis nach Waldenburg verkauft, von wo die Fuhrleute Steinkohle zum Befeuern der Kalköfen mitbrachten. Weitere Betriebe waren die Rolloweberei Karl Hofmann, eine Brettsäge und ein Bauunternehmen. Im Jahre 1900 lebten in Ruppersdorf 1495 Personen, darunter 1428 Deutsche und 52 Tschechen; die Gemeindefläche umfasste 1297 ha. 1908 erfolgte eine Vergrößerung des Schulhauses; die dafür im Vorfeld beschlossene Erhöhung der Gemeindeumlage war 1905 für die Bewohner des Ortsteiles Grenzdörfel Anlass für die Umgemeindung nach Wiesen. Im Jahre 1913 hatte Ruppersdorf 1370 Einwohner, 1920 waren es 1319. Der herrschaftliche Porphyrsteinbruch wurde 1914 stillgelegt. 1928 stellte die Vereinigte Chamottefabriken AG, vormals Kulmiz, den Betrieb in Ruppersdorf ein. 1930 lebten 1271 Menschen in der Gemeinde. Nach dem Münchner Abkommen wurde Ruppersdorf im Herbst 1938 dem Deutschen Reich zugeschlagen und gehörte bis 1945 zum Landkreis Braunau. 1939 war die Einwohnerzahl auf 1035 gesunken. Nach dem Ende des Zweiten Weltkrieges kam Ruprechtice zur Tschechoslowakei zurück und die deutsche Bevölkerung wurde vertrieben. Im Zuge der Gebietsreform von 1960 erfolgte die Aufhebung des Okres Broumov, seitdem gehört Ruprechtice zum Okres Náchod. 1961 lebten nur noch 750 Menschen in Ruprechtice. Im selben Jahre wurde Hynčice eingemeindet. Seit Beginn des Jahres 1986 ist Ruprechtice ein Ortsteil von Meziměstí.
1991 hatte Ruprechtice 377 Einwohner. Im Jahre 2001 bestand das Dorf aus 145 Wohnhäusern und hatte 350 Einwohner.

## Ortsgliederung
Der Ortsteil Ruprechtice bildet den Katastralbezirk Ruprechtice u Broumova.

## Sehenswürdigkeiten
- Barocke Kirche Jakobus des Älteren, der turmlose Kirchenbau mit oktogonalem Grundriss und Dachreiter wurde unter dem Abt Othmar Daniel Zinke 1720–1723 anstelle einer aus dem 13. Jahrhundert stammenden Holzkirche neu errichtet. Die Pläne dazu stammten wahrscheinlich von Christoph Dientzenhofer, die Bauausführung erfolgte durch dessen Sohn Kilian Ignaz.[5] Die Orgel wurde 1844 vom Orgelbauer Wenzel Kunz jun. aus Josefstadt geschaffen. Umgeben wird die im Niederdorf am Straßenabzweig nach Meziměstí gelegene Kirche von einem Friedhof mit historischen Grabmälern.
- Freistehender steinerner Glockenturm, nordöstlich der Kirche, er dient zugleich als Eingangstor zum Friedhof. Die 1604, 1663, 1665 und 1678 gegossenen Glocken wurden 1916 zum Einschmelzen als Kriegsmetall abtransportiert. 1921 erhielt der Turm eine neue Glocke aus der Werkstatt von Oktav Winter aus Braunau.
- Mehrere Häuser in regionaler Volksbauweise
- Ruprechtický Špičák (Ruppersdorfer Spitzberg) mit Aussichtsturm

## Söhne und Töchter des Ortes
- Benedict Schroll (1790–1876), Leinwandhändler, Großunternehmer und Gründer von Benedict Schroll et Söhne, Vater von Josef von Schroll